# Калюсецька Гора (пам'ятка природи)
Калюсецька Гора "Щовб" — пам'ятка природи місцевого значення в Україні. Розташована в між селами Калюсик та Бистриця  Віньковецької селищної громади Хмельницького району Хмельницької області.